# Regulamentul Regal din 1 noiembrie 1923
Regulamentul Regal din 1 noiembrie 1923, pentru aplicarea dispozițiilor tratatelor de pace și anexelor lor cu privire la constatarea drepturilor de a dobândi naționalitatea română și a pierderii acestei naționalități a fost adoptat ca urmare a semnării tratatelor de pace de la Versailles, la 28 iunie 1919, prin care se consfințea recunoașterea statului unitar România în noile sale granițe.
Conform acestui regulament (art.2, lit.c): „Sunt considerați ca supuși români de plin drept și fără nici o formalitate, în sensul dispozițiilor tractatelor în vigoare, supușii fostului imperiu al Rusiei, stabiliți pe teritoriul Basarabiei, adică acei cari potrivit legilor ruse, aveau domiciliul administrativ în Basarabia la data de 27 martie 1918”.